# Jürgen Herbst
Jürgen Herbst (* 30. Juni 1939 in Horn, Österreich) ist ein deutschsprachiger Schlagersänger, der in den 1960er Jahren Schallplatten veröffentlichte. Mit vier Titeln konnte er sich in den deutschen Hitlisten platzieren.

## Biografie
Jürgen Herbst wuchs mit seiner Familie in Niederösterreich auf. Sein Vater war in der klassischen Musik zuhause und spielte Posaune. Am Ende des Zweiten Weltkriegs zog die Familie nach Frankfurt am Main um. 1955 begann Herbst eine Bäckerlehre, angeregt durch den Großvater, der als Bäcker gearbeitet hatte. In seiner Freizeit sang und spielte Jürgen Herbst Akkordeon mit einem Musiktrio, außerdem beteiligte er sich an mehreren Nachwuchswettbewerben der Schlagerbranche, bei denen er mehrfach gewann. Daraufhin wurden 1964 die Talentsucher des deutschen Zweiges der US-amerikanischen Schallplattenfirma Columbia Records, der CBS Schallplatten GmbH in Frankfurt, auf den 24-Jährigen aufmerksam.
Nach einem erfolgreichen Vorsingen erhielt Herbst einen Plattenvertrag mit der Absicht, ihn als Konkurrenten zu Ronny aufzubauen, der bei Telefunken mit seinen Westernballaden einen erfolgreichen Einstand gegeben hatte. Im August 1964 veröffentlichte CBS die erste Single mit Jürgen Herbst. Auf der A-Seite sang Herbst ganz im Stil von Ronny den Titel Oh my Sweetheart Rosmarie. Obwohl Herbst nicht das Stimmvolumen seines Konkurrenten aufwies, zeigte sich das Publikum interessiert und sorgte mit den Verkaufszahlen dafür, dass der Tennessee-Song vom Fachblatt Musikmarkt auf Rang 25 platziert wurde. Es blieb die beste Chartplatzierung für Jürgen Herbst, obwohl er zehn Jahre lang Platten besang. Von seinen 15 Platten erreichten nur noch die Titel Ein Stern geht auf (35.), Goodbye schwarze Rose (37.) und Der Weg zurück nach Haus (29.) die Top 40 bei Musikmarkt. Seine letzte Single veröffentlichte Herbst 1973 bei der Plattenfirma Polydor, nachdem Ende 1970 der Vertrag bei CBS ausgelaufen war.
Jürgen Herbst arbeitete weiter als Bäcker und eröffnete 1974 eine eigene Bäckerei. 1984 zog er nach Oberbayern, wo er in Töging am Inn eine Bäckerei übernahm.

## Single-Diskografie
| veröffentl. | A/B-Seite                                                   | Katalog-Nr. |
| ----------- | ----------------------------------------------------------- | ----------- |
|             | CBS                                                         |             |
| 1964        | Oh my Sweetheart Rosmarie / My Rucky Ducky Sunny Girl       | 1473        |
| 1965        | Gold für meine Mary / Far, far away                         | 1661        |
| 1965        | Ein Stern geht auf / Wenn es Nacht wird am Missouri         | 1666        |
| 1965        | Good Bye schwarze Rose / Wenn die Nacht beginnt             | 2103        |
| 1965        | Wenn es Nacht wird in Montana / Goldgräber-Song             | 2138        |
| 1966        | Adios Gringo / Nie mehr allein                              | 2139        |
| 1967        | Der Weg zurück nach Haus / Weine nicht um mich              | 2529        |
| 1967        | Die Gedanken sind bei dir / Es ist so lang schon her …      | 2875        |
| 1967        | Wann kommt der Tag / Einmal muss man auseinander geh’n      | 2895        |
| 1968        | Ich wär` ja so gerne geblieben / Wie ein Fremder            | 3427        |
| 1968        | Einmal so, einmal so / Vielleicht schon morgen              | 3428        |
| 1969        | Es steht in den Sternen geschrieben / 1000 Meilen weit      | 4109        |
| 1970        | Weit ist der Weg zurück ins Heimatland / Zwei Rosen im Haar | 4860        |
| 1970        | Immer dem Wind hinterher / Die Abendsonne                   | 5188        |
|             | Polydor                                                     |             |
| 1973        | Maria Helena / Einmal Mathilda                              | 2041406     |